# Каліст II Ксанфопул
Каліст II названий Ксанфопул грец. Κάλλιστος Ξανθόπουλος (1397), патріарх Константинопольський (1397), візантійський монах-ісихаст, аскетичний письменник, старший брат і співавтор монастиря Ігнатія Ксанфопула.

## Життєпис
Біографічні відомості про Каліста II Ксанфопула та його брата надзвичайно мізерні. Каліст II Ксанфопул та Ігнатій народилися в Константинополі. Обидва жили відлюдницьким життям на Афоні, поки не заснували невелику чернечу громаду, а потім монастир Ксанфопулів, де, ймовірно, трудився свт. Симеон Фесалонікійський, що близько знав Каліста II Ксанфопула та Ігнатія. Ось що пише про братів свт. Симеон: «Хоча вони були гілками царственого міста, але, залишивши все і поживши спершу невинно і самотньо в підпорядкуванні, а потім подвижницьки і по-небесному разом і нерозлучно… з'явилися… світилами в житті, які володіють словом життя. Чи не найбільше за інших освячених вони показали єднання у Христі і любові, так що не можна було ніколи побачити хоча б невеликої розбіжності в думках і звичаях того чи іншого, або на хвилину якогось засмучення, що в людях майже неминуче».
Монастир Ксанфопулів, точне місцезнаходження якого невідоме, називався спочатку просто «келією», проте в кін. XIV — поч. XV ст. він став одним з найважливіших центрів церковного життя Константинополя. Найвідоміші особи, що подвизались з цьому монастирі — ієром. Макарій, духівник імп. Мануїла II Палеолога, і патріарх Константинопольський Ісидор II. 
У перші роки XV ст. скрипторій монастиря Ксанфопулів зіграв важливу роль в поширенні творів Миколи Кавасили і Димитрія Кідоніса, переписаних писарем Іоасафом. Багато видатних церковних діячів того часу були пов'язані з монастирем Ксанфопулів: крім патріарха Ісидора і свт. Симеона Фессалонікійського це Макарій Анкірський, свт. Марк Євгенік, митр. Ефеський, і латинофрон Мануїл Каліка. 17 травня 1397 р. Каліст II Ксанфопул був обраний патріархом і представив сповідання віри. Однак його Патріаршество тривало всього 3 місяці через швидку смерть.
Про Ігнатія Ксанфопула немає ніяких відомостей, за винятком слів свт. Симеона. Ймовірно, він пережив старшого брата і був духівником монастиря Ксанфопулів, як це випливає з листа свт. Симеона Фесалонікійського ігумену монастиря Ксанфопулів Макарію, написаного 1423 р.. У будь-якому випадку Ігнатій помер ще за життя свт. Симеона, тобто до 1429 р. Головним твором Каліста є написаний в співавторстві з братом Ігнатієм тівр «Метод і точне правило… про тих які обирають безмовне і монаше життя» в 100 розділах. Як повідомляється в 2-й гл., «Сотниця» була складена в традиційному жанрі «глав» на прохання якогось ченця (χάριν ἐπερωτήσεώς τινος ἀδελφοῦ) їх обителі, який захотів отримати повчання і правило в записаному вигляді (πολλάκις ἐπῄτησας λόγον κα κανόνα ἔγγραφον) для свого та інших братів використання в духовному житті.

## Сотниця
«Сотниця» являє собою своєрідний коментований флорілегій, зібраний за темами. За авторитетні джерела для флорілегія виступають церковні автори і святі отці I тисячоліття: Євагрій Понтійський (під ім'ям Ніл Анкірський), прп. Ісаак Сирін, Діадох Фотікійський, «Запитаннявідповіді» прп. Варсонофія та Іоанна, прп. Іоанн Ліствичник, прп. Дорофей Газький (паралелі з творами прп. Дорофея або навіть прямі цитати з їхніх творів, прп. Іван Дамаскін та інші.
Таким чином, «Сотниця» з її чіткою тематичною структурою є прекрасним прикладом заключного періоду візантійської містики, синтезу давньої і сучасної авторам аскетичних традицій, де центральне місце займають молитва Ісуса і супутні їй психофізичні методи.
«Святими» (ἅγιοι) і «божественними» (θείοι) Каліст II Ксанфопул та Ігнатій називалися вже найближчими сучасниками (Ісидор Фессалонікійський, Сильвестр Сіропул), однак не вдається знайти сліди реального шанування братів як святих аж до XVIII ст., Коли прп. Никодим Святогорець в «Синаксарі» вказав 22 листопада як пам'ять Каліста II Ксанфопула. Насправді, 22 листопада — день пам'яті якогось прп. Калліста. Ця пам'ять старіша за XIV с. і вже міститься в грецько-афонських Синаксарях XIII ст..